# Gregg Araki
Gregg Araki (ur. 17 grudnia 1959 roku Los Angeles) – amerykański reżyser, scenarzysta, producent, montażysta filmów niezależnych, rzadziej operator filmowy. Przedstawiciel nurtu New Queer Cinema.

## Życiorys
Ma korzenie japońskie. Urodzony w Los Angeles, dojrzewał w Santa Barbara. Jest absolwentem Bachelor of Arts in Film Studies na University of California, Santa Barbara, zdobył także tytuł mistrza sztuki pięknej (ang. Master of Fine Arts lub MFA) w produkcji filmu na University of Southern California w roku 1985.
W 1987 roku miał miejsce debiut reżyserski Arakiego – powstał dramat Three Bewildered People in the Night, którego budżet nie przekraczał pięciu tysięcy dolarów. Zrealizowany pięć lat później The Living End swoją premierę odnotował na Sundance Film Festival, gdzie został nominowany do Grand Jury Prize. Araki wsławił się jako twórca trylogii Teenage Apocalypse Trilogy, na którą składają się filmy: Totally Fucked Up (1993), Doom Generation – stracone pokolenie (1995) oraz Donikąd (1997).
Wyreżyserował wideoklip do singla Keizo Nakanishiego i Christiny Aguilery „All I Wanna Do” (1997).
Częstym motywem filmów reżysera jest dojrzewanie.

## Życie prywatne
Araki zdał sobie sprawę z własnej homoseksualności w 1997 roku, kiedy związał się z aktorką Kathleen Robertson, którą obsadził wówczas w filmie Donikąd. Identyfikacja seksualna artysty doprowadziła do rozpadu relacji dwa lata później.

## Filmografia
| - Biały ptak w zamieci (White Bird in a Blizzard, 2014) - Kaboom (2010) - Ciastko z niespodzianką (Smiley Face, 2007) - Zły dotyk (Mysterious Skin, 2004) - This Is How the World Ends (2000) - Splendor (1999) - Donikąd (Nowhere, 1997) - Doom Generation – Stracone pokolenie (The Doom Generation, 1995) - Totally Fucked Up (1993) - The Living End (1992) - The Long Weekend (O’Despair) (1989) - Three Bewildered People in the Night (1987) | - Biały ptak w zamieci (White Bird in a Blizzard, 2014) - Kaboom (2010) - Zły dotyk (Mysterious Skin, 2004) - This Is How the World Ends (2000) - Splendor (1999) - Donikąd (Nowhere, 1997) - Doom Generation – Stracone pokolenie (The Doom Generation, 1995) - Totally Fucked Up (1993) - The Living End (1992) - The Long Weekend (O’Despair) (1989) - Three Bewildered People in the Night (1987) |

| - Biały ptak w zamieci (White Bird in a Blizzard, 2014) - Kaboom (2010) - Ciastko z niespodzianką (Smiley Face, 2007) - Zły dotyk (Mysterious Skin, 2004) - This Is How the World Ends (2000) - Splendor (1999) - Donikąd (Nowhere, 1997) - Doom Generation – Stracone pokolenie (The Doom Generation, 1995) - Totally Fucked Up (1993) - The Long Weekend (O’Despair) (1989) - Three Bewildered People in the Night (1987) | - Ciastko z niespodzianką (Smiley Face, 2007) - Zły dotyk (Mysterious Skin, 2004) - This Is How the World Ends (2000) - Splendor (1999) - Donikąd (Nowhere, 1997) - Doom Generation – Stracone pokolenie (The Doom Generation, 1995) - Totally Fucked Up (1993) - The Living End (1992) - The Long Weekend (O’Despair) (1989) - Three Bewildered People in the Night (1987) |

### Operator
- Totally Fucked Up (1993)
- The Living End (1992)
- Three Bewildered People in the Night (1987)